# Jack Lam
Jack Lam (ur. 18 listopada 1987 w Hamilton) – rugbysta grający na pozycji rwacza, mistrz świata z 2006 roku z australijską kadrą U-19, seniorski reprezentant Samoa.

## Kariera klubowa
Jack Lam urodził się w Hamilton, lecz wkrótce cała rodzina przeprowadziła się do dzielnicy Miramar w Wellington, a gdy miał jedenaście lat, po kolejnej przeprowadzce znaleźli się w Canberze. Z braku lokalnego klubu rugby union grał w rugby league. Powrócił do rugby union w St Edmund's College, którego absolwentami byli m.in. George Gregan i Matt Giteau. Szkołę ukończył w 2005 roku, a przez ostatnie dwa lata nauki występował w jej pierwszej drużynie – w pierwszym jako środkowy ataku, w kolejnym już jako rwacz. Związał się następnie z klubem Queanbeyan Whites. Był również członkiem Akademii Brumbies wraz z Christianem Lealiʻifano.
Po zdobyciu mistrzostwa świata porzucił sport na półtora roku podejmując pracę zarobkową jako kurier dla Qantas. Szybkie pieniądze spowodowały, że wpadł w złe towarzystwo, postanowił zatem powrócić do Nowej Zelandii. Trenował w lokalnych klubach w Nelson i w 2008 roku otrzymał szansę gry w National Provincial Championship w zespole Tasman zaliczając siedem występów. W 2009 roku przeszedł do regionalnego zespołu Waikato, debiutując w lipcu w przedsezonowym meczu z Taranaki, będąc nominowany do składu również w kolejnych sezonach, gdzie był wyróżniającym się graczem, w szczególności w obronie. W 2010 roku dotarł z zespołem do finału NPC, rok później przez kontuzję zagrał jedynie w czterech meczach ponownie zakończonej na finale kampanii, opuścił natomiast cały sezon 2012 z powodu zerwania więzadła krzyżowego przedniego w lewym kolanie – nie uczestniczył zatem ani zdobyciu przez Waikato Ranfurly Shield, w roku 2013 brał jednak udział w obronach tego trofeum. Łącznie wystąpił w trzydziestu sześciu spotkaniach Mooloos zdobywając dwa przyłożenia. Na poziomie klubowym w tym czasie przez rok reprezentował Hamilton Marists RFC, po czym powrócił do Oriental Rongotai, w którym trenował w dzieciństwie.
Zainteresowały się nim również zespoły Super 14 – w 2009 roku znalazł się w szerokim składzie Crusaders, rok później zaś w analogicznym składzie Chiefs. Pełny kontrakt na sezon 2011 zaproponowała mu drużyna Hurricanes, w której składzie ogłoszony został także w kolejnych latach.
Dobra postawa wykazana we wszystkich trzech przedsezonowych meczach spowodowała, że zadebiutował w pierwszej kolejce sezonu 2011 przeciw Highlanders. W całym sezonie opuścił jedynie czterdzieści minut gry, a solidna, stała forma dała mu nagrodę dla klubowego nowicjusza roku. Również w 2012 był wyróżniającym się zawodnikiem, sezon ten jednak przerwało mu wstrząśnienie mózgu, a zakończyła poważna kontuzja kolana. Powrócił po niej w marcu 2013 roku meczami zespołu rezerw Hurricanes, w pierwszej drużynie pojawił się w połowie kwietnia, zaś w wyjściowym składzie dwa tygodnie później. W maju 2014 roku zaliczył pięćdziesiąty występ dla Hurricanes, jednak po czterech latach gry w Wellington postanowił wyjechać do Europy, gdzie podpisał dwuletni kontrakt z Bristol Rugby.
Inauguracyjny sezon w nowym zespole miał przerywany kontuzjami – w listopadzie ramienia i oczodołu w marcu, a jego drużyna w finałowym dwumeczu o awans do English Premiership uległa jednym punktem Worcester Warriors.

## Kariera reprezentacyjna
Reprezentował stanowe barwy w mistrzostwach Australii U-16 zajmując w 2003 roku czwartą lokatę i otrzymując wyróżnienie dla najlepszego zawodnika drużyny. Przez kolejne dwa lata startował zaś w mistrzostwach kraju U-18.
Był stypendystą ogólnokrajowego programu National Talent Squad, a w latach 2004–2005 występował w kadrze Australian Schoolboys. Zagrał w niej w pięciu testmeczach przeciw drużynom Irlandii, Nowej Zelandii, Anglii, Walii i Irlandii. Zaliczał także występy w reprezentacji A, zaś z części spotkań wyeliminowała go kontuzja. W 2006 roku znalazł się natomiast w reprezentacji U-19, która zwyciężyła w rozegranych w Dubaju mistrzostwach świata w tej kategorii wiekowej. Na tym turnieju zagrał w trzech z pięciu spotkań nie zdobywając punktów.
Mogąc wybierać pomiędzy Nową Zelandią, Samoa i Australią zdecydował się na kraj pochodzenia rodziców i w czerwcu 2013 roku z samoańską reprezentacją udał się na trzymeczowe tournée do RPA. Zagrał we wszystkich trzech spotkaniach pomimo obaw związanych z kontuzją, debiut zaliczając przeciwko Szkotom. Pod koniec roku udał się następnie na serię spotkań w Europie, prócz meczów międzypaństwowych obejmującą też potyczkę z Barbarians Français. Znalazł się w składzie na spotkania w czerwcu 2014 roku, a na listopadowe testmecze wraz z Davidem Lemim został mianowany współkapitanem kadry. Sezon 2015 rozpoczął występem w historycznym pojedynku w Apii z All Blacks oraz w Pucharze Narodów Pacyfiku 2015, następnie został wyznaczony w składzie na Puchar Świata w Rugby 2015.

## Varia
- Pochodzący z Samoa rodzice Eugene i Ofu, trójka rodzeństwa – trzy siostry (Georgina, Marie i Jazmine) i brat (Seilala)[1][6].
- Jest spokrewniony z reprezentantem Nowej Zelandii i Samoa, a następnie trenerem, Patem Lamem[8], jego wujem jest zaś Seilala Mapusua[90].
- Młodszy brat Seilala występował w mistrzostwach Australii U-18[91], następnie w reprezentacji U-18[62], a z kadrą U-20 dwukrotnie wziął udział w MŚ juniorów[92].